# Torres Terra Sarda 2005-2006
Questa voce raccoglie le informazioni riguardanti la Torres Terra Sarda nelle competizioni ufficiali della stagione 2005-2006.

## Organigramma societario
Tratto da Almanacco del calcio mondiale 2005-06, dal sito Football.it integrati dove indicato.
Area amministrativa
- Presidente: Leonardo Marras
- Vice presidente: Edoardo Tusacciu[3][4]
- Amministratore delegato: Giorgio Cherchi
- General manager: Gianluigi Patorno
- Segretario: Paolo Desortes
- Addetto stampa: Michele Dettori

Area tecnica
- Allenatore: Michele Pintauro[5] (fino al 17 febbraio 2006)[6]
- Allenatore: Sandro Sanna (dal 18 febbraio 2006)[6]
- Allenatore in seconda: Giuseppe Sanna[7]
- Preparatore portieri: Mario Pompili
- Medico sociale: Francesco Gervasi
- Fisioterapisti: Ugo D'Alessandro, Francesco Moretti

## Rosa
Rosa e ruoli al 24 agosto 2005 tratti da La Nuova Sardegna, da Almanacco del calcio mondiale 2005-06 e dal sito Football.it
| N. |                   | Ruolo | Calciatrice               |
| -- | ----------------- | ----- | ------------------------- |
|    | Italia (bandiera) | P     | Elena Bassano             |
|    | Italia (bandiera) | P     | Elisa Forlucci            |
|    | Italia (bandiera) | P     | Alessandra Gabrieli       |
|    | Italia (bandiera) | P     | Cristiana Luzzu           |
|    | Italia (bandiera) | P     | Tatiana Winkler           |
|    | Italia (bandiera) | D     | Carla Cannas Aghedu       |
|    | Italia (bandiera) | D     | Claudia Carai             |
|    | Italia (bandiera) | D     | Eleonora Carrus           |
|    | Italia (bandiera) | D     | Martina Cortesi           |
|    | Italia (bandiera) | D     | Iside Lay                 |
|    | Italia (bandiera) | D     | Luisa Marchio             |
|    | Italia (bandiera) | D     | Gioia Masia               |
|    | Italia (bandiera) | D     | Monica Placchi (capitano) |
|    | Italia (bandiera) | D     | Silvia Satta              |
|    | Italia (bandiera) | D     | Francesca Soro            |
|    | Italia (bandiera) | D     | Elisabetta Tona           |
|    | Italia (bandiera) | D     | Paola Zonza               |
|    | Italia (bandiera) | C     | Manuela Carboni           |

| N. |                      | Ruolo | Calciatrice         |
| -- | -------------------- | ----- | ------------------- |
|    | Italia (bandiera)    | C     | Samantha Ceroni     |
|    | Italia (bandiera)    | C     | Pamela Conti        |
|    | Italia (bandiera)    | C     | Bernardette Cossa   |
|    | Italia (bandiera)    | C     | Giulia Domenichetti |
|    | Italia (bandiera)    | C     | Lavinia Masia       |
|    | Italia (bandiera)    | C     | Tamara Pintus       |
|    | Italia (bandiera)    | C     | Valeria Rassu       |
|    | Italia (bandiera)    | C     | Rossella Sardu      |
|    | Italia (bandiera)    | C     | Veronica Sotgiu     |
|    | Italia (bandiera)    | A     | Fiorella Carboni    |
|    | Italia (bandiera)    | A     | Rita Guarino        |
|    | Italia (bandiera)    | A     | Paola La Franca     |
|    | Italia (bandiera)    | A     | Anna Mattu          |
|    | Danimarca (bandiera) | A     | Merete Pedersen     |
|    | Italia (bandiera)    | A     | Agnese Ricco        |
|    | Italia (bandiera)    | A     | Caterina Uras       |
|    | Italia (bandiera)    | A     | Valentina Valenti   |
|    | Italia (bandiera)    | A     | Anita Cherchi       |

## Calciomercato

### Sessione estiva
| Acquisti | Acquisti  | Acquisti | Acquisti |
| R.       | Nome      | da       | Modalità |
| -------- | --------- | -------- | -------- |
| D        | Iside Lay | Caprera  | prestito |

| Cessioni | Cessioni       | Cessioni     | Cessioni   |
| R.       | Nome           | a            | Modalità   |
| -------- | -------------- | ------------ | ---------- |
| A        | Chiara Gazzoli | Fiamma Monza | definitivo |

### Sessione invernale
| Acquisti | Acquisti     | Acquisti     | Acquisti   |
| R.       | Nome         | da           | Modalità   |
| -------- | ------------ | ------------ | ---------- |
| A        | Agnese Ricco | Rapid Lugano | definitivo |

| Cessioni | Cessioni | Cessioni | Cessioni |
| R.       | Nome     | a        | Modalità |
| -------- | -------- | -------- | -------- |
|          |          |          |          |

## Risultati

### Serie A

#### Girone di andata
| Sassari 9 ottobre 2005 1ª giornata | Torres Terra Sarda | 0 – 0 referto | Graphistudio Tavagnacco | Stadio Vanni Sanna\| Arbitro: \| Nurchis (Alghero) \| |
| Arbitro:                           | Nurchis (Alghero)  |               |                         |                                                       |

| Arbitro: | Di Giuseppe (Merano) |

|             |           |                                         |
| Riboldi 90’ | Marcatori | 5’, 15’ Pedersen 57’ Valenti 71’ Ceroni |

| Arbitro: | Ferrone (L'Aquila) |

|                       |           |                              |
| Colasuonno 80’ (rig.) | Marcatori | 8’ (rig.) Conti 15’ Pedersen |

| Arbitro: | Gabrieli (Oristano) |

|              |           |             |
| Pedersen 70’ | Marcatori | 81’ Balconi |

| Arbitro: | Baldaccini (Genova) |

|               |           |                                       |
| Ciardelli 65’ | Marcatori | 18’, 90+1’ Pedersen 83’ (rig.) Ceroni |

| Arbitro: | Marini (Roma) |

|              |           |                                 |
| Pedersen 28’ | Marcatori | 30’ Panico 45’, 70’, 77’ Pasqui |

| Arbitro: | Mauri (Trento) |

|                |           |  |
| Gabbiadini 75’ | Marcatori |  |

| Arbitro: | Nurchi (Alghero) |

|                                                                      |           |  |
| Pedersen 3’, 25’, 34’, 57’, 70’, 82’ Ricco 20’, 26’, 49’ Cherchi 85’ | Marcatori |  |

| Arbitro: | Simone Sgheiz |

|          |           |                          |
| Cama 31’ | Marcatori | 49’ Pedersen 55’ Guarino |

| Arbitro: | Scanu (Oristano) |

|  |           |            |
|  | Marcatori | 52’ Nasuti |

| Senigallia 28 gennaio 2006 11ª giornata            | Vigor Senigallia | 1 – 0 referto | Torres Terra Sarda | Stadio Goffredo Bianchelli |
| \| \| \| \| \| Vicchiarello 13’ \| Marcatori \| \| |                  |               |                    |                            |
|                                                    |                  |               |                    |                            |
| Vicchiarello 13’                                   | Marcatori        |               |                    |                            |

#### Girone di ritorno
| Arbitro: | Dal Din (Conegliano) |

|             |           |             |
| Bologna 12’ | Marcatori | 47’ Guarino |

| Arbitro: | Simone Gabbrielli (Prato) |

|           |           |                    |
| Conti 61’ | Marcatori | 23’ (rig.) Zizioli |

| Arbitro: | Carrucciu (Cagliari) |

|                                      |           |  |
| Conti 11’, 36’ Ricco 26’ Placchi 38’ | Marcatori |  |

| Arbitro: | Geisz (Como) |

|              |           |  |
| Paliotti 19’ | Marcatori |  |

| Arbitro: | Scanu (Guspini) |

|          |           |  |
| Tona 67’ | Marcatori |  |

| Arbitro: | Avetta (Lecco) |

|            |           |  |
| Pasqui 60’ | Marcatori |  |

| Arbitro: | Gabrielli (Oristano) |

|                                            |           |  |
| Tona 45’ Ficarelli 49’ (aut.) Pedersen 73’ | Marcatori |  |

| Arbitro: | Nurchi (Bosa) |

|  |           | |
|  | Marcatori | 7’, 11’, 15’, 45’ Guarino 13’ Valenti 22’ Domenichetti 40’ (rig.) Ricco 55’ Conti 65’ Carboni 84’ Cortesi |

| Arbitro: | Gabbrielli (Oristano) |

|                           |           |          |
| Ricco 35’, 51’ Ceroni 87’ | Marcatori | 18’ Cama |

| Reggio nell'Emilia 13 maggio 2006, ore 15:00 CEST 21ª giornata | Reggiana       | 0 – 0 referto | Torres Terra Sarda | \| Arbitro: \| Davi (Bologna) \| |
| Arbitro:                                                       | Davi (Bologna) |               |                    |                                  |

| Arbitro: | Scanu (Oristano) |

|                               |           |              |
| Guarino 20’, 67’ Pedersen 83’ | Marcatori | 58’ Dulbecco |

### Coppa Italia

#### Primo turno
Girone 1
| Villaputzu 11 settembre 2005, ore 15:00 CEST                                           | Villaputzu | 1 – 5 referto                              | Torres Terra Sarda | Stadio comunale |
| \| \| \| \| \| Enake 52’ \| Marcatori \| 3’ Antus 12’, 25’, 28’ Valenti 85’ Carboni \| |            |                                            |                    |                 |
|                                                                                        |            |                                            |                    |                 |
| Enake 52’                                                                              | Marcatori  | 3’ Antus 12’, 25’, 28’ Valenti 85’ Carboni |                    |                 |

| Sassari 17 settembre 2005, ore 15:00 CEST | Torres Terra Sarda | 3 – 0 (a tav.) referto | Atletico Oristano | Stadio Vanni Sanna\| Arbitro: \| Dessena (Ozieri) \| |
| Arbitro:                                  | Dessena (Ozieri)   |                        |                   |                                                      |

| Santa Teresa Gallura 3 ottobre 2005, ore 15:30 CET        | Olbia     | 0 – 3 referto           | Torres Terra Sarda | Stadio comunale |
| \| \| \| \| \| \| Marcatori \| ?’, ?’ Pedersen Valenti \| |           |                         |                    |                 |
|                                                           |           |                         |                    |                 |
|                                                           | Marcatori | ?’, ?’ Pedersen Valenti |                    |                 |

| Sassari 7 gennaio 2006                                                                   | Torres Terra Sarda | 2 – 3 referto                     | Olbia | Stadio Vanni Sanna |
| \| \| \| \| \| Tona 2t’ Guarino 2t’ \| Marcatori \| 1’ Parejo 1t’ Balestri 2t’ Campus \| |                    |                                   |       |                    |
|                                                                                          |                    |                                   |       |                    |
| Tona 2t’ Guarino 2t’                                                                     | Marcatori          | 1’ Parejo 1t’ Balestri 2t’ Campus |       |                    |

| Arbitro: | Dessena (Ozieri) |

|                                                      |           |           |
| Ceroni 22’ (rig.) Pedersen 53’ Ricco 57’ Carboni 90’ | Marcatori | 27’ Fadda |

| Arbitro: | Puggioni |

|  |           |                                                                |
|  | Marcatori | 16’, 57’ Guarino 28’ Placchi 70’ Valenti 74’ Sardu 85’ Cortesi |

#### Quarti di finale
| Arbitro: | Scanu (Guspini) |

|          |           |                             |
| Tona 17’ | Marcatori | 47’, 101’ Panico 95’ Pasqui |

### Supercoppa italiana
| Arbitro: | Cuscito (Pistoia) |

|          |           |  |
| Boni 86’ | Marcatori |  |

## Statistiche

### Statistiche di squadra
| Competizione        | Punti | In casa | In casa | In casa | In casa | In casa | In casa | In trasferta | In trasferta | In trasferta | In trasferta | In trasferta | In trasferta | Totale | Totale | Totale | Totale | Totale | Totale | DR  |
| Competizione        | Punti | G       | V       | N       | P       | Gf      | Gs      | G            | V            | N            | P            | Gf           | Gs           | G      | V      | N      | P      | Gf     | Gs     | DR  |
| ------------------- | ----- | ------- | ------- | ------- | ------- | ------- | ------- | ------------ | ------------ | ------------ | ------------ | ------------ | ------------ | ------ | ------ | ------ | ------ | ------ | ------ | --- |
| Serie A             | 38    | 11      | 6       | 3       | 2       | 27      | 9       | 11           | 5            | 2            | 4            | 23           | 9            | 22     | 11     | 5      | 6      | 50     | 18     | +32 |
| Coppa Italia        | -     | 4       | 2       | 0       | 2       | 7       | 7       | 3            | 3            | 0            | 0            | 14           | 1            | 7      | 5      | 0      | 2      | 21     | 8      | +13 |
| Supercoppa italiana | -     | -       | -       | -       | -       | -       | -       | -            | -            | -            | -            | -            | -            | 1      | 0      | 0      | 1      | 0      | 1      | -1  |
| Totale              | -     | 15      | -       | -       | -       | -       | -       | 14           | -            | -            | -            | -            | -            | 30     | 16     | 5      | 9      | 71     | 27     | +44 |

### Andamento in campionato
| Giornata  | 1 | 2 | 3 | 4 | 5 | 6 | 7 | 8 | 9 | 10 | 11 | 12 | 13 | 14 | 15 | 16 | 17 | 18 | 19 | 20 | 21 | 22 |
| --------- | - | - | - | - | - | - | - | - | - | -- | -- | -- | -- | -- | -- | -- | -- | -- | -- | -- | -- | -- |
| Luogo     | C | T | T | C | T | C | T | C | T | C  | T  | T  | C  | C  | T  | C  | T  | C  | T  | C  | T  | C  |
| Risultato | N | V | V | N | V | P | P | V | V | P  | P  | N  | N  | V  | P  | V  | P  | V  | V  | V  | N  | V  |
| Posizione |   |   |   | 2 |   |   | 6 |   |   |    |    |    |    |    |    | 6  |    |    |    |    | 5  | 4  |

Legenda:

Luogo: C = Casa; T = Trasferta. Risultato: V = Vittoria; N = Pareggio; P = Sconfitta.

### Statistiche delle giocatrici
Presenze parziali tranne Lay e Pedersen
| Giocatore        | Serie A  | Serie A | Serie A     | Serie A    | Coppa Italia | Coppa Italia | Coppa Italia | Coppa Italia | Supercoppa italiana | Supercoppa italiana | Supercoppa italiana | Supercoppa italiana | Totale   | Totale | Totale      | Totale     |
| Giocatore        | Presenze | Reti    | Ammonizioni | Espulsioni | Presenze     | Reti         | Ammonizioni  | Espulsioni   | Presenze            | Reti                | Ammonizioni         | Espulsioni          | Presenze | Reti   | Ammonizioni | Espulsioni |
| ---------------- | -------- | ------- | ----------- | ---------- | ------------ | ------------ | ------------ | ------------ | ------------------- | ------------------- | ------------------- | ------------------- | -------- | ------ | ----------- | ---------- |
| C. Cannas Aghedu | -        | -       | -           | -          | ?            | ?            | ?            | ?            | -                   | -                   | -                   | -                   | 0+       | 0+     | 0+          | 0+         |
| ?. Antus         | -        | -       | -           | -          | ?            | 1            | ?            | ?            | -                   | -                   | -                   | -                   | 0+       | 1      | 0+          | 0+         |
| E. Bassano       | 16       | -14     | ?           | ?          | ?            | ?            | ?            | ?            | -                   | -                   | -                   | -                   | 16+      | -14+   | 0+          | 0+         |
| ?. Cannas        | 0        | 0       | ?           | ?          | ?            | ?            | ?            | ?            | -                   | -                   | -                   | -                   | 0+       | 0+     | 0+          | 0+         |
| C. Carai         | 1        | 0       | ?           | ?          | ?            | ?            | ?            | ?            | 0                   | 0                   | 0                   | 0                   | 1+       | 0+     | 0+          | 0+         |
| F. Carboni       | 7        | 1       | ?           | ?          | ?            | ?            | ?            | ?            | -                   | -                   | -                   | -                   | 7+       | 1+     | 0+          | 0+         |
| M. Carboni       | -        | -       | -           | -          | ?            | 2            | ?            | ?            | -                   | -                   | -                   | -                   | 0+       | 2      | 0+          | 0+         |
| E. Carrus        | -        | -       | -           | -          | ?            | ?            | ?            | ?            | 1                   | 0                   | 0                   | 0                   | 1+       | 0+     | 0+          | 0+         |
| S. Ceroni        | 19       | 3       | ?           | ?          | ?            | 1            | ?            | ?            | 1                   | 0                   | 0                   | 0                   | 20+      | 4      | 0+          | 0+         |
| A. Cherchi       | 3        | 1       | ?           | ?          | ?            | ?            | ?            | ?            | -                   | -                   | -                   | -                   | 3+       | 1+     | 0+          | 0+         |
| P. Conti         | 12       | 6       | ?           | ?          | ?            | ?            | ?            | ?            | 1                   | 0                   | 0                   | 0                   | 13+      | 6+     | 0+          | 0+         |
| M. Cortesi       | 21       | 1       | ?           | ?          | ?            | 1            | ?            | ?            | 1                   | 0                   | 0                   | 0                   | 22+      | 2      | 0+          | 0+         |
| B. Cossa         | 1        | 0       | ?           | ?          | ?            | ?            | ?            | ?            | -                   | -                   | -                   | -                   | 1+       | 0+     | 0+          | 0+         |
| G. Domenichetti  | 6        | 1       | ?           | ?          | ?            | ?            | ?            | ?            | 1                   | 0                   | 0                   | 0                   | 7+       | 1+     | 0+          | 0+         |
| E. Forlucci      | -        | -       | -           | -          | ?            | ?            | ?            | ?            | 1                   | -1                  | 0                   | 0                   | 1+       | -1+    | 0+          | 0+         |
| A. Gabrieli      | 2        | -1      | ?           | ?          | ?            | ?            | ?            | ?            | 0                   | 0                   | 0                   | 0                   | 2+       | -1+    | 0+          | 0+         |
| ?. Gabrieli      | 1        | 0       | ?           | ?          | ?            | ?            | ?            | ?            | -                   | -                   | -                   | -                   | 1+       | 0+     | 0+          | 0+         |
| R. Guarino       | 14       | 8       | ?           | ?          | ?            | 3            | ?            | ?            | -                   | -                   | -                   | -                   | 14+      | 11     | 0+          | 0+         |
| P. La Franca     | -        | -       | -           | -          | ?            | ?            | ?            | ?            | -                   | -                   | -                   | -                   | 0+       | 0+     | 0+          | 0+         |
| I. Lay           | 21       | 1       | ?           | ?          | ?            | ?            | ?            | ?            | -                   | -                   | -                   | -                   | 21+      | 1+     | 0+          | 0+         |
| ?. Lubinu        | 1        | 0       | ?           | ?          | ?            | ?            | ?            | ?            | -                   | -                   | -                   | -                   | 1+       | 0+     | 0+          | 0+         |
| C. Luzzu         | 2        | -0      | ?           | ?          | ?            | ?            | ?            | ?            | -                   | -                   | -                   | -                   | 2+       | 0+     | 0+          | 0+         |
| L. Marchio       | 16       | 0       | ?           | ?          | ?            | ?            | ?            | ?            | 1                   | 0                   | 0                   | 0                   | 17+      | 0+     | 0+          | 0+         |
| G. Masia         | -        | -       | -           | -          | ?            | ?            | ?            | ?            | -                   | -                   | -                   | -                   | 0+       | 0+     | 0+          | 0+         |
| L. Masia         | -        | -       | -           | -          | ?            | ?            | ?            | ?            | 1                   | 0                   | 0                   | 0                   | 1+       | 0+     | 0+          | 0+         |
| A. Mattu         | 0        | 0       | ?           | ?          | ?            | ?            | ?            | ?            | -                   | -                   | -                   | -                   | 0+       | 0+     | 0+          | 0+         |
| M. Pedersen      | 16       | 15      | ?           | ?          | ?            | 3            | ?            | ?            | 1                   | 0                   | 0                   | 0                   | 17+      | 18     | 0+          | 0+         |
| T. Pintus        | 14       | 0       | ?           | ?          | ?            | ?            | ?            | ?            | 1                   | 0                   | 0                   | 0                   | 15+      | 0+     | 0+          | 0+         |
| M. Placchi       | 21       | 2       | ?           | ?          | ?            | 1            | ?            | ?            | 1                   | 0                   | 0                   | 0                   | 22+      | 3      | 0+          | 0+         |
| V. Rassu         | 5        | 0       | ?           | ?          | ?            | ?            | ?            | ?            | 0                   | 0                   | 0                   | 0                   | 5+       | 0+     | 0+          | 0+         |
| ?. Rassu         | 1        | 0       | ?           | ?          | ?            | ?            | ?            | ?            | -                   | -                   | -                   | -                   | 1+       | 0+     | 0+          | 0+         |
| A. Ricco         | 11       | 7       | ?           | ?          | ?            | 1            | ?            | ?            | -                   | -                   | -                   | -                   | 11+      | 8      | 0+          | 0+         |
| R. Sardu         | 17       | 0       | ?           | ?          | ?            | 1            | ?            | ?            | 0                   | 0                   | 0                   | 0                   | 17+      | 1      | 0+          | 0+         |
| S. Satta         | -        | -       | -           | -          | ?            | ?            | ?            | ?            | -                   | -                   | -                   | -                   | 0+       | 0+     | 0+          | 0+         |
| F. Soro          | 2        | 0       | ?           | ?          | ?            | ?            | ?            | ?            | -                   | -                   | -                   | -                   | 2+       | 0+     | 0+          | 0+         |
| V. Sotgiu        | 1        | 0       | ?           | ?          | ?            | ?            | ?            | ?            | -                   | -                   | -                   | -                   | 1+       | 0+     | 0+          | 0+         |
| E. Tona          | 21       | 2       | ?           | ?          | ?            | 2            | ?            | ?            | 1                   | 0                   | 0                   | 0                   | 22+      | 4      | 0+          | 0+         |
| C. Uras          | -        | -       | -           | -          | ?            | ?            | ?            | ?            | -                   | -                   | -                   | -                   | 0+       | 0+     | 0+          | 0+         |
| V. Valenti       | 21       | 2       | ?           | ?          | ?            | 5            | ?            | ?            | 1                   | 0                   | 0                   | 0                   | 22+      | 7      | 0+          | 0+         |
| T. Winkler       | 2        | -2      | ?           | ?          | ?            | ?            | ?            | ?            | -                   | -                   | -                   | -                   | 2+       | -2+    | 0+          | 0+         |
| P. Zonza         | -        | -       | -           | -          | ?            | ?            | ?            | ?            | -                   | -                   | -                   | -                   | 0+       | 0+     | 0+          | 0+         |